# Лексическое сходство
Лексическое сходство (в лингвистике) — мера того, до какой степени слова двух данных языков лексически сходны. Лексическое сходство, равное единице (или 100 %) означает полное совпадение двух данных языков, тогда как равенство 0 означает полное отсутствие в них общих слов.
Существуют разные способы определения лексического сходства и результаты, полученные разными способами, соответственно, будут различаться. Например, метод, принятый в Этнологии (энциклопедия), состоит в том, чтобы сравнивать стандартизированный список слов в разных языках и находить сходные среди них одновременно как по написанию, так и по смыслу. Используя этот метод, было найдено, что английский язык имеет лексическое сходство с немецким 60 % и с французским 27 %.
Лексическое сходство может быть использовано, чтобы оценить степень генетического родства между двумя данными языками.
Лексическое сходство — это только один из индикаторов взаимнопонятности двух языков, так как последняя часто зависит от степени морфологического, фонетического и грамматического сходств языков. Стоит заметить, что лексическое сходство сильно зависит от того, какой стандартизованный список слов рассматривается. Например, лексическое сходство между английским и французским значительно в областях связанных с культурой, судебным производством, и гораздо меньше в области основных функциональных слов. В отличие от взаимнопонятности, лексическое сходство может быть только симметричным для двух языков.
В таблице ниже представлены (по данным справочника Ethnologue) значения лексического сходства для пар германских, романских и славянских языков (прочерк означает отсутствие данных).
| Код языка | Язык 1 ↓      | Коэффициенты лексического сходства | Коэффициенты лексического сходства | Коэффициенты лексического сходства | Коэффициенты лексического сходства | Коэффициенты лексического сходства | Коэффициенты лексического сходства | Коэффициенты лексического сходства | Коэффициенты лексического сходства | Коэффициенты лексического сходства | Коэффициенты лексического сходства | Коэффициенты лексического сходства |
| --------- | ------------- | ---------------------------------- | ---------------------------------- | ---------------------------------- | ---------------------------------- | ---------------------------------- | ---------------------------------- | ---------------------------------- | ---------------------------------- | ---------------------------------- | ---------------------------------- | ---------------------------------- |
|           |               | Каталанский                        | Английский                         | Французский                        | Немецкий                           | Итальянский                        | Португальский                      | Румынский                          | Романшский                         | Русский                            | Сардинский                         | Испанский                          |
| cat       | Каталанский   | 1                                  | -                                  | -                                  | -                                  | 0.87                               | 0.85                               | 0.73                               | 0.76                               | -                                  | 0.75                               | 0.85                               |
| eng       | Английский    | -                                  | 1                                  | 0.27                               | 0.60                               | -                                  | -                                  | -                                  | -                                  | 0.24                               | -                                  | -                                  |
| fra       | Французский   | -                                  | 0.27                               | 1                                  | 0.29                               | 0.89                               | 0.75                               | 0.75                               | 0.78                               | -                                  | 0.80                               | 0.75                               |
| deu       | Немецкий      | -                                  | 0.60                               | 0.29                               | 1                                  | -                                  | -                                  | -                                  | -                                  | -                                  | -                                  | -                                  |
| ita       | Итальянский   | 0.87                               | -                                  | 0.89                               | -                                  | 1                                  | -                                  | 0.77                               | 0.78                               | -                                  | 0.85                               | 0.82                               |
| por       | Португальский | 0.85                               | -                                  | 0.75                               | -                                  | -                                  | 1                                  | 0.72                               | 0.74                               | -                                  | -                                  | 0.89                               |
| ron       | Румынский     | 0.73                               | -                                  | 0.75                               | -                                  | 0.77                               | 0.72                               | 1                                  | 0.72                               | -                                  | -                                  | 0.71                               |
| roh       | Романшский    | 0.76                               | -                                  | 0.78                               | -                                  | 0.78                               | 0.74                               | 0.72                               | 1                                  | -                                  | 0.74                               | 0.74                               |
| rus       | Русский       | -                                  | 0.24                               | -                                  | -                                  | -                                  | -                                  | -                                  | -                                  | 1                                  | -                                  | -                                  |
| srd       | Сардинский    | 0.75                               | -                                  | 0.80                               | -                                  | 0.85                               | -                                  | -                                  | 0.74                               | -                                  | 1                                  | 0.76                               |
| spa       | Испанский     | 0.85                               | -                                  | 0.75                               | -                                  | 0.82                               | 0.89                               | 0.71                               | 0.74                               | -                                  | 0.76                               | 1                                  |
|           |               | Каталанский                        | Английский                         | Французский                        | Немецкий                           | Итальянский                        | Португальский                      | Румынский                          | Романшский                         | Русский                            | Сардинский                         | Испанский                          |
| Язык 2 →  | Язык 2 →      | cat                                | eng                                | fra                                | deu                                | ita                                | por                                | ron                                | roh                                | rus                                | srd                                | spa                                |

Использование списка Сводеша при сравнении русского языка с другими славянскими языками даёт следующую картину:

Филогенетическое дерево групп славянских и балтийских языков

| Сопоставляемый язык | Процент общей лексики с русским языком |
| ------------------- | -------------------------------------- |
| Белорусский         | 86%                                    |
| Украинский          | 86%                                    |
| Польский            | 77%                                    |
| Чешский / словацкий | 74%                                    |
| Болгарский          | 74%                                    |
| Словенский          | 74%                                    |
| Сербский            | 71%                                    |
| Македонский         | 70%                                    |

Данные о сходстве могут быть использованы для исследования филогенетических связей с другими языками.